# Phyllolabis lackschewitzi
Phyllolabis lackschewitzi är en tvåvingeart som beskrevs av Alexander 1961. Phyllolabis lackschewitzi ingår i släktet Phyllolabis och familjen småharkrankar. Inga underarter finns listade i Catalogue of Life.